# گچ‌سو بالا
گچ‌سو بالا، روستایی از توابع بخش مرکزی شهرستان کلاله در استان گلستان ایران است. این روستا همچنین با نام گچی‌سو بالا نیز شناخته می‌شود.

## جمعیت
این روستا در دهستان تمران قرار دارد و براساس سرشماری مرکز آمار ایران در سال ۱۳۸۵، جمعیت آن ۴۷۷ نفر (۸۳خانوار) بوده‌است.